# رون تشارلز (صحفي)
رون تشارلز (بالإنجليزية: Ron Charles)‏ هو ناقد أدبي وصحفي أمريكي، ولد في 1962.